# Manuel Lamela
Manuel Lamela Fernández est un homme politique espagnol membre du Parti populaire (PP), né le 3 mai 1962 à Burgos.
Il est sous-secrétaire de l'Agriculture, de la Pêche et de l'Alimentation de novembre 1997 à janvier 2003, puis directeur de cabinet du ministre de l'Économie Rodrigo Rato jusqu'en novembre de la même année. Il devient ensuite conseiller à la Santé du gouvernement de la communauté de Madrid. Il passe au département des Transports et des Infrastructures en juin 2007, un poste qu'il quitte en juin 2008.